# Малютка (танк)

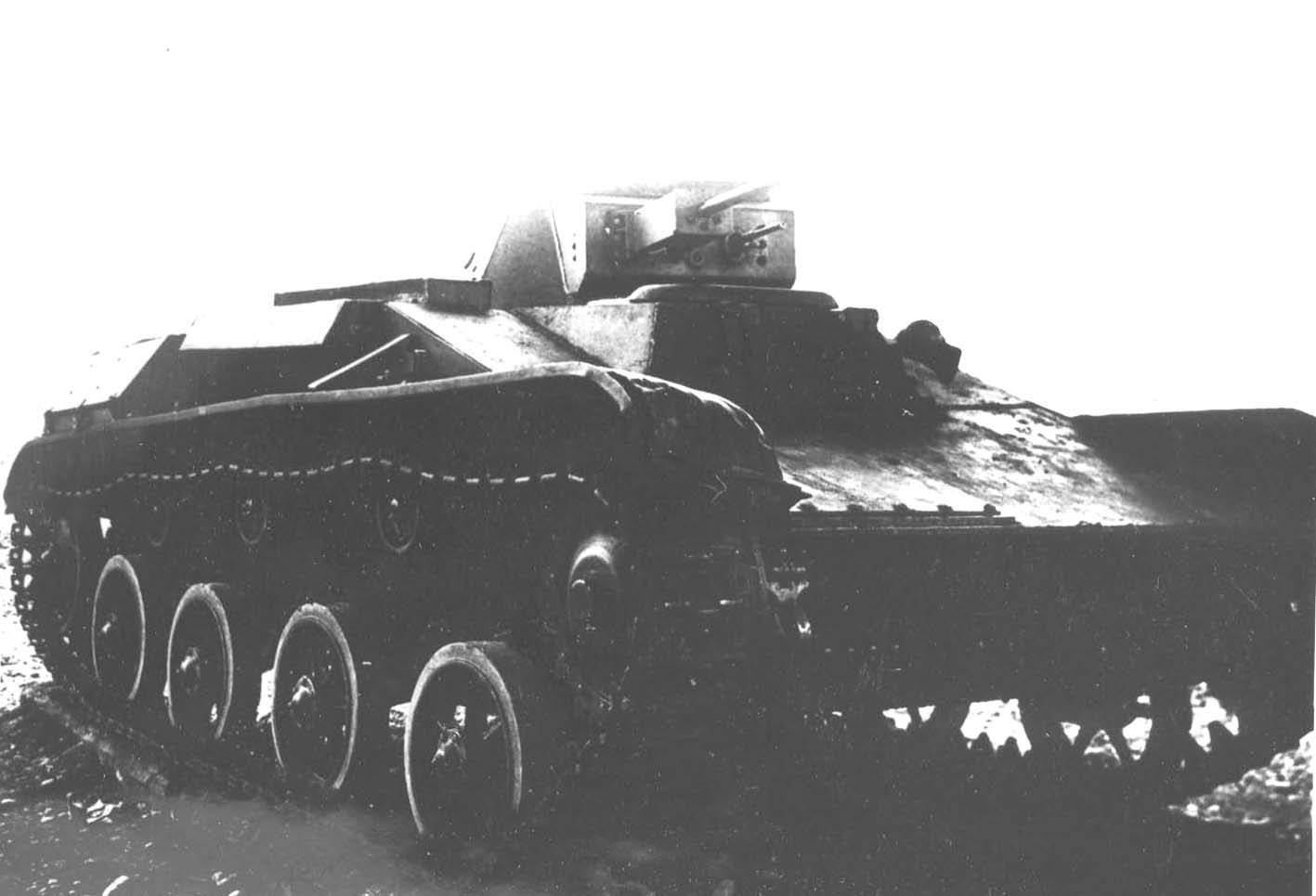
Именной лёгкий танк Т-60 «Малютка» (из фондов «Исторического архива Омской области»)

«Малютка» — именной лёгкий танк Т-60, средства на постройку которого в 1943 году собрали дети Омской области.

## Создание танка
25 февраля 1943 года в газете «Омская правда» было опубликовано письмо шестилетней Ады Занегиной, девочки, эвакуированной со своей матерью, Полиной Терентьевной, врачом по профессии, из города Сычёвка Смоленской области в деревню Усовка Марьяновского района Омской области. В письме говорилось:
Я — Ада Занегина. Мне 6 лет. Пишу по-печатному. Гитлер выгнал меня из города Сычевки, Смоленской области. Я хочу домой. Маленькая я, а знаю, что надо разбить Гитлера и тогда поедем домой. Мама отдала деньги на танки. Я собрала на куклу 122 рубля 25 копеек. А теперь отдаю их на танк. Дорогой дядя редактор! Напишите в своей газете всем маленьким детям, чтобы они тоже свои деньги отдали на танк. И назовем его «Малютка». Когда наш танк разобьет Гитлера, мы поедем домой. Ада.

Ада Занегина (Адель Александровна Воронец) в детстве

Отец девочки, танкист Александр Занегин, находился в действующей армии, впоследствии погиб в ходе Курской битвы. Как позднее вспоминала Адель Александровна Воронец (Занегина), ставшая врачом-окулистом, идея пожертвовать деньги на танк пришла ей в голову самой, а мама посоветовала написать об этом в газету письмо. Ряд источников высказывал точку зрения, согласно которой взрослые руководили детьми, однако современные публицисты отмечают, что такое утверждение «вряд ли справедливо».
После публикации письма Ады в редакцию газеты пошли письма от других детей области, желавших отдать свои небольшие сбережения на строительства танка «Малютка». В отделении Госбанка СССР по Омской области был открыт специальный счёт № 350035 для средств, собранных детьми на танк, а в газете появилась специальная рубрика, освещавшая продвижение инициативы Ады.  В итоге было собрано 160 886 рублей, которые были перечислены в Фонд обороны, а Омское гороно направило Верховному Главнокомандующему телеграмму, в которой сообщалось, что дошкольниками Омска собраны денежные средства на постройку танка, который они просят назвать «Малютка». В мае 1943 года на эту телеграмму пришёл ответ от Верховного Главнокомандующего:
Прошу передать дошкольникам города Омска, собравшим на строительство танка «Малютка» 160886 рублей, мой горячий привет и благодарность Красной Армии. Верховный Главнокомандующий Маршал Советского Союза И. Сталин.

## На фронте
Танк «Малютка» воевал в составе 91-й отдельной танковой бригады, его механиком-водителем была одна из девятнадцати женщин-танкистов РККА сержант Екатерина Алексеевна Петлюк. Вопреки распространённой легенде, «Малютка» не мог участвовать в Сталинградской битве, поскольку был построен не раньше весны 1943 года (по воспоминаниям современников, сообщение о направлении «Малютки» на фронт появилось в газетах в июне 1943 года). Как вспоминала сама Петлюк, на танк Т-60 она впервые села в ноябре 1942 года, а во время Орловской операции (июль — август 1943 года) пересела уже на танк Т-70. Очевидно, на танке «Малютка» она воевала в начале лета 1943 года, до этого же управляла другим танком Т-60. По совпадению, фронтовое прозвище Екатерины было «Малютка» (так её прозвали из-за небольшого роста — 151 см), его она написала краской на башне «своего» Т-60.
Дальнейшая судьба танка «Малютка» доподлинно неизвестна. По утверждениям некоторых источничков, он дошёл до Берлина. По другой информации, танк получил фатальные повреждения в бою 16 ноября 1943 года.

## Память
В память об инициативе Ады около мемориала воинам Великой Отечественной войны в Марьяновке был установлен на постаменте танк.
Со временем история создания «детского» танка забылась, однако в 1975 году школьники, занимавшиеся в клубе «Искатель» Дворца пионеров Омска, обнаружили в старой подшивке газет номер «Омской правды» с письмом Ады и решили разыскать участников событий тех лет. 19 мая 1975 года в Омске состоялась встреча Адели Воронец (Занегиной) и Екатерины Петлюк, затем они посетили и малую родину Ады — Смоленщину.
Когда история постройки танка получила широкую известность, пионеры смоленской школы № 2 выступили с инициативой сбора металлолома на постройку колонны тракторов под лозунгом «Наш фронт — на хлебном поле!».  Из собранного омскими пионерами металла комсомольцы Минского тракторного завода по специальному заказу построили 29 тракторов «Беларусь», которые были переданы лучшим механизаторам Смоленщины. В дальнейшем к инициативе присоединились пионерские организации Омской, Харьковской и других областей; кампания была расширена на сбор макулатуры и лекарственных трав. Всего на собранные средства за 7 лет (1979—1986 гг.) было построено 140 тракторов, получивших имя «Малютка»

### Комментарии
1. ↑  В ряде публикаций упоминается 1942 год. Однако достоверно известно, что номер газеты с письмом Ады вышел в феврале 1943 года. См. «Омская правда» №46, 1943
2. ↑  Упоминание телеграммы Сталина во вторичных источниках прослеживается с 1983 года, см. Муратов В. Катя // Огонёк : журнал. — 1983. — № 4 (январь). — С. 14-15.